# ادموند کندی
ادموند بسلی کورت کِنِدی جی.پی. (Edmund Besley Court Kennedy J. P.) (زادهٔ ۵ سپتامبر ۱۸۱۸ – درگذشتهٔ دسامبر ۱۸۴۸)، کاوشگر میانه قرن نوزدهم میلادی در استرالیا بود. او معاون نقشه‌بردار نیو ساوت ولز بود و با سر توماس میچل کار می‌کرد. کِنِدی مناطق داخلی کوئینزلند و مناطق شمالی نیو ساوت ولز، از جمله رود تامسون، رود بارکو، کوپر کریک و شبه‌جزیره کیپ یورک را اکتشاف نمود. او پس از اینکه مورد اصابت نیزه بومیان جزیره استرالیا در شمال دور کوئینزلند دز نزدیکی کیپ یورک قرار گرفت، در دسامبر ۱۸۴۸ درگذشت.

## اوایل زندگی
کِنِدی در ۵ دسامبر ۱۸۱۸ در گرنزی در جزایر مانش زاده شد، او فرزند سرهنگ توماس کِنِدی (ارتش بریتانیا) و ماری آن (اسمیت) کِنِدی بود. او ششمین فرزند از ۹ فرزند خانواده بود که شامل پنج پسر و چهار دختر می‌شد.
کِنِدی در الیزابت، کالج گرنزی آموزش دید و از ایام جوانی به نقشه‌برداری علاقه نشان داد. در ۱۸۳۷ میلادی به ریو دو ژانیرو رفته و در ۱۸۳۸ میلادی، پس از اینکه محل کار وی بسته شد، دوباره به انگلستان بازگشت. یک افسر نیروی دریایی بریتانیا، کاپیتان چارلز جیمز تایرس که دوست خانوادگی آنها بود، پیشنهاد نمود که اگر کِنِدی شایستگی لازم را کسب کند، او می‌تواند شغلی برای کِنِدی در استرالیا تنظیم نماید. کِنِدی در ۱۸۳۹ میلادی در کلاس‌های نقشه‌برداری کینگز کالج لندن شرکت نموده و تصدیق‌نامه‌ای از استاد خود دریافت کرد.
کِنِدی در نوامبر ۱۸۳۹ توسط یک کرجی، گلوب، عازم سیدنی شده و در مارس ۱۸۴۰ به آنجا رسید. یکی دیگر از دوستان خانوادگی آنها کاپیتان پیری که معاون سِر توماس میچل بود، کِنِدی را پس از اینکه امتحان را با موفقیت سپری نمود، به عنوان دستیار نقشه‌بردار در اداره نقشه‌برداری نیو ساوت ویلز گماشت. در ماه اوت، به کِنِدی مأموریت داده شد تا برای انجام وظایف نقشه‌برداری در یک سفر زمینی به ملبورن و از آنجا به خلیج پورتلند، به تایرس ملحق شود.
هنگامی که در آنجا بود، او با مهاجری ایرلندی به‌نام مارگاریت مورفی آشنا شده و از وی یک دختر داشت، هرچند آنها باهم ازدواج نکردند. دختر آنها الیزا به عمر پنج سالگی درگذشت. در جریان این مدت، کِنِدی مهارت‌های حرفه‌ای خود را توسعه داد، اما اختلاف او با یک قاضی محلی، جیمز بلیر موجب شد تا او در ماه مه ۱۸۴۳ دوباره به سیدنی فراخوانده شود. با این وجود، کاری که او در خلیج پورتلند انجام داده بود، مورد تحسین قرار گرفته و نظر مثبت میچل را به خود جلب نمود، چیزی که باعث شد تا میچل پس از مدت کوتاهی او را برای سفر اکتشافی بعدی انتخاب نماید.

## نخستین سفر اکتشافی
در ۱۸۴۵ میلادی، لندن این صلاحیت را به میچل داد تا سفری اکتشافی را از سیدنی تا خلیج کارپنتاریا و پورت اسینگتون راه‌اندازی نماید. او یقین داشت که رود بزرگی از جهت شمال‌غربی به این خلیج جاری است و او نخستین کسی خواهد بود که این رود را کشف می‌کند. او در نخست نقشه‌بردار تاونسیند را به عنوان دومین فرمانده این سفر اکتشافی انتخاب کرد، اما مدت کوتاهی پیش از آغاز سفر، او تصمیم خود را تغییر داده و ادموند کِنِدی را به‌جای وی گماشت. در ۵ نوامبر، کِنِدی در دیوان عالی به عنوان دادور مصالحه سوگند یاد کرد و سفر اکتشافی در میانه نوامبر سیدنی را ترک نمود. گروه با گاری از طریق پاراماتا و بثرست به‌سوی یک نقطه ملاقات مشخص در بوری حرکت کرد. کِنِدی در نامه‌ای برای پدرش نوشت که این گروه متشکل از ۳۰ مرد، تدارکات برای ۱۲ ماه و «۸ گاری چهار چرخ، ۳ گاری ساده، ۱۰۲ گاو اخته، ۲۵۵ گوسفند [و] ۱۷ اسب بود». بزرگی این سفر اکتشافی قرار بود برای میزان پیشرفت آن تعیین‌کننده باشد.
میچل در امتداد رود بوگان، شرق رود مک‌کوایر، شمال رود ناران و در امتداد رود بالونی به سمت شمال حرکت کرد. میچل در نزدیکی شهر امروزی سنت جرج، کوئینزلند یک مسیر کوهستانی طبیعی پیدا کرد و آنرا پل سنت جرج نام‌گذاری نمود. برای اینکه حیوانات استراحت نمایند، او کِنِدی را در پایگاه انبار برای سه هفته رها نمود، کِنِدی باید پس از سه هفته به آهستگی به راه خود ادامه می‌داد، در حالیکه میچل با یک گروه کوچک اکتشاف به‌سوی شمال را آغاز کرد. میچل به دنبال کردن رود بلونی ادامه داده و مسیری زیادی را تا شمال‌شرق پیمود و از آنجا به سمت غرب تغییر جهت داد تا اینکه به رود مارانوآ رسید، جاییکه کِنِدی و گروه اصلی در ۱ ژوئن ۱۸۴۶ با آنها همراه شد. میچل درک کرد که تجهیزات آنها باعث کُند شدن پیشروی آنها می‌شد، از اینرو تصمیم گرفت تا دوباره کِنِدی را در نزدیکی شهر امروزی میچل دوباره تنها بگذارد. او برای چهار و نیم ماه مشغول از گروه اصلی دور بود.
میچل در نخست رود مارانوآ را تا سرچشمه آن دنبال کرد و وارد منطقه‌ای شد که پر از تپه بود و باعث سردرگمی میچل شد. حداقل چهار رودخانه، نوگوآ، بلیاندو، نایو و نیویلی پیگری شده و جهت حرکت آنها تشخیص گردید، اما هیچ‌کدام به‌سوی شمال‌غرب جاری نبودند و زمان زیادی صرف دانستن آن شد. او بار دیگر گروه را تنها گذاشته و تنها با یک راهنمای بومی و دو مرد دیگر، راهی شمال‌غرب شد. در نهایت او رود بزرگی را کشف کرد که ظاهراً به سمت خلیج جاری بود و او این رود را به افتخار فرمانروای بریتانیا، رود ویکتوریا گذاشت. تدارکات میچل در حال پایان یافتن بود و او مجبور شد تا بازگشت نماید. دو تیم کوچکتر باهم همراه شده و در ۱۹ اکتبر به انبار کِنِدی برگشتند. از آنجا سفر اکتشافی دوباره برگشت به‌سوی سیدنی را آغاز نموده و در ۲۰ ژانویه ۱۸۴۷ به این شهر رسیدند.

## دومین سفر اکتشافی
میچل از ویژگی‌های رهبری کِنِدی که او با مدیریت پایگاه‌های انبار در ۱۸۴۶ از خود نشان داد و از مهارت‌های فنی او در نقشه‌برداری اکتشاف، تحت تأثیر قرار گرفت. چون هنوز هم سؤال رود بزرگ شمال‌غربی بدون پاسخ باقی مانده بود، میچل بار دیگر در فوریه ۱۸۴۷ تأیید یک سفر اکتشافی جدید به خلیج کارپنتاریا را کسب کرد و هدفی که او اظهار کرده بود تشخیص مسیر رود ویکتوریا روی نقشه بود. این بار او کِنِدی را مسئول گروه هشت نفری گماشت، گروهی که در ۲۱ مارس ۱۸۴۷ ویندسور، نیو ساوت ولز را ترک کرد.
دستورهای وی این بود تا سفر اکتشافی از طریق سنت جورج بریج (۱۴ می) به مارانوآ (۸ ژوئن)، جاییکه قبلاً انبار وی قرار داشت، سفر نموده و مسیر رود ویکتوریا را مشخص نماید. کِنِدی مدت زمانی را مشغول تعیین مسیر رود ویکتوریای میچل در جدیدترین نقشه مستعمره بود و در این جریان او به این حقیقت پی برد که مسیر کلی ویکتوریا به‌سوی خمیدگی در کوپر کریک که در ۱۸۴۵ میلادی توسط چارلز استورت نام‌گذاری شده بود، تغییر جهت می‌داد. این سفر اکتشافی حرکت به‌سوی شمال را تا منطقه‌ای که برای کِنِدی قلمروی جدیدی بود ادامه داده و تا میانه ماه اوت، آنها در مجاورت مکانی بودند که میچل مجبور به بازگشت شده بود. کِنِدی تصمیم گرفت تا گاری‌ها و تدارکات را از مردمان بومی جزیره استرالیا پنهان نماید، از اینرو او پس از حفر خندقی بزرگ و دفن کردن تدارکات در آن، با اسب‌های بارکش به سفر خود ادامه داد.
رود شروع به چرخش به سمت جنوب‌غرب نموده و آنها را از خلیج دور کرد. او که به پویش ادامه می‌داد دریافت که یک رود فرعی قابل‌ملاحظه از سمت شمال به رود ویکتوریا همراه می‌شود و او آنرا به افتخار ویر مستعمرات آقای ادوارد دیاس تامسون، رود تامسون نام‌گذاری کرد.